# Ола (жертвоприношение)
Ола (ивр. עֹלָה‎), жертва всесожжения — в иудаизме один из пяти видов жертвоприношений,  приносимое Богу за несовершённое доброе дело. В этом её отличие от жертвы за грех (хатат), которая приносилась за невольно совершённый грех, непреднамеренные ошибки в соблюдении заповедей. Эту жертву приносили не только во искупление греха, но и по желанию — в подарок Богу. 
Жертва ола приносится, если человек имел возможность сделать доброе, угодное Богу дело, например, помочь кому-то, одолжить денег нуждающемуся, выучить что-то из Торы, но не сделал — по небрежности, лени или забывчивости.
В таких случаях приносят жертву ола — самца чистого домашнего животного: козла, барана, быка — или голубя (неважно, самца или самку). Жертву сжигают полностью.